# ビル・モーズリー
ビル・モーズリー（William Moseley, 1951年11月11日 - ）はアメリカ合衆国の俳優。映画によってビル・モーズリイやビル・モーズリィとも表記されている。

## 略歴
最初の大役は『悪魔のいけにえ2』でのチョップ・トップ役で、その後も数多くのホラー映画に出演している。
近年は『マーダー・ライド・ショー』などロブ・ゾンビ監督の作品の常連である。また、俳優のトム・トウルズとは『ナイト・オブ・ザ・リビングデッド/死霊創世紀』など6本の作品で共演している。
ギタリストのバケットヘッドとのバンド、「コーンバグズ」として活動しており、いくつかのレコードのリリースがある。
本人は来日時のインタビューで、日本のゴジラの大ファンであり、自身のこどもに「ディズニーよりもゴジラを見ろ！ってしつけてるよ。」と応答している。本人曰く、自分の好きなゴジラシリーズの作品は、1位が「ゴジラ（1954年版）」、2位が「ゴジラ対メカゴジラ（1974年）」、3位が「ゴジラの息子」であると評価した。https://nishiogikucho.hatenadiary.org/entry/20080106/p1

## フィルモグラフィ

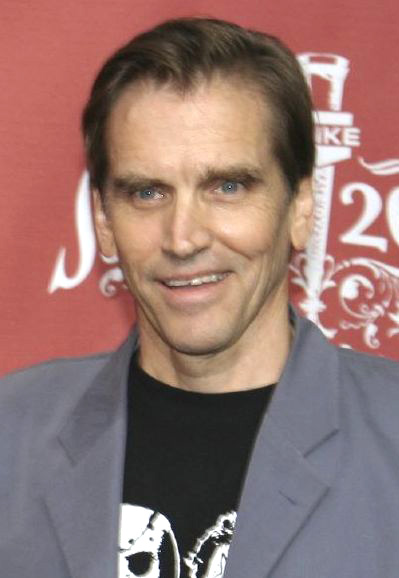
『REPO! レポ』で2007年のスクリーム賞に登場したビル・モーズリー

- 真夜中の極秘実験 Endangered Species (1982)
- サバイバル・ウォーズ Osa (1985)
- 悪魔のいけにえ2 The Texas Chainsaw Massacre 2 (1986)
- フェアーゲーム Mamba(1988) ビデオ題は『フェアーゲーム/毒蛇マンバ』、映画祭公開時は『毒蛇マンバ』というタイトルだった
- ブロブ 宇宙からの不明物体 The Blob (1988)
- ピンク・キャデラック Pink Cadillac (1989)
- ヘルブレイン 血塗られた頭脳 Silent Night, Deadly Night 3: Better Watch Out! (1989)
- ジャンクウォーズ2035 Crash and Burn (1990)
- ペンタグラム/悪魔の烙印 The First Power (1990)
- The End of Innocence (1990)
- ナイト・オブ・ザ・リビングデッド/死霊創世紀 Night of the Living Dead (1990)
- ホワイト・ファング White Fang (1991)
- Inside Out 2 (1992)
- ジャイアント・ベビー Honey, I Blew Up the Kid (1992) ビデオ題は『ミクロキッズ2/ジャイアント・ベビー』
- 死霊のはらわた III /キャプテン・スーパーマーケット Army of Darkness (1993) 劇場公開時は『キャプテン・スーパーマーケット』、ビデオ題は『キャプテン・スーパーマーケット/死霊のはらわた3』
- 心のままに Mr. Jones (1993)
- ブラッド・ラン Blood Run (Outside the law) (1994) テレビ映画
- ミニミニ恐竜大作戦 Prehysteria 3! (1995)
- エヴィル・エド Evil Ed (1997)
- ザ・コンヴェント（英語版） The Convent (2000)
- 異常犯罪捜査官 惨劇の館 Essence of Echoes (2002)
- ライブ・フロム・バグダッド 湾岸戦争最前線 Live From Baghdad (2002) テレビ映画
- マーダー・ライド・ショー House of 1000 Corpses (2003)
- ヴァイス Vicious (2003)
- Anderson's Cross (2004)
- デビルズ・リジェクト マーダー・ライド・ショー2 The Devil's Rejects (2005)
- セブン '09X 蘇る七つの大罪 Fallen Angels (2006)
- THE3E 影なき爆殺魔 Thr3e (2006)
- グラインドハウス Grindhouse (2007) 劇中のフェイク予告編「ナチ親衛隊の狼女」（Werewolf Women of the SS）に出演。
- ハロウィンHalloween (2007)
- Homesick (2007)
- House (2008)
- REPO! レポ Repo! The Genetic Opera (2008)
- アローン・イン・ザ・ダークII Alone in the Dark II (2008)
- アルファベット・キラー The Alphabet Killer (2008)
- The Graves (2008)
- レディオ・オブ・ザ・デッド Dead Air (2009)
- デビル・ハザード The Devil's Tomb (2009)
- 夜明けのゾンビ Exit Humanity (2011)
- ログ・リバー Rogue River (2012)
- 飛びだす 悪魔のいけにえ レザーフェイス一家の逆襲 Texas Chainsaw 3D (2013)
- アンビュランス911 OLD 37 (2015)
- スリー・フロム・ヘル 3 from Hell (2019)
- プリズナーズ・オブ・ゴーストランド Prisoners of the Ghostland (2021)